# Yves Vanderhaeghe
Yves Vanderhaeghe (Roeselare, 30 gennaio 1970) è un allenatore di calcio ed ex calciatore belga, di ruolo centrocampista.

## Carriera

### Giocatore

#### Club
Cresciuto nel vivaio del Roeselare, nel 1986, all'età di sedici anni, si trasferì in prestito al Cercle Bruges, ma giocò solo una partita di Pro League in due stagioni con il club. Tornato al Roeselare, militò per quattro anni nella terza divisione belga e poi passò al R.E. Mouscron, con cui giocò per due anni in seconda serie.
Passato nel 1994 all'Eendracht Aalst, accumulò più di 100 presenze ufficiali con il club, con 11 gol segnati in campionato. Nel gennaio 1998 tornò al Mouscron, con cui ottenne nel 1999-2000 il quarto posto nella massima divisione belga, migliore piazzamento nella storia del club.
All'età di trent'anni fu ingaggiato dall'Anderlecht, con cui giocò nel primo biennio 65 partite, aiutando la squadra di Bruxelles a vincere campionato e supercoppa nazionale nella stagione d'esordio. Negli anni successivi cominciò ad essere utilizzato sporadicamente, a causa di persistenti problemi dovuti a infortuni.
Durante la pausa invernale della stagione 2006-2007 il 37enne Vanderhaeghe fu invitato a cercare un nuovo club, così il giocatore tornò al Roeselaere, che allora militava in prima divisione. Si ritirò dall'attività agonistica nel giugno 2008.

#### Nazionale
Ha collezionato 48 presenze con la nazionale belga. Il suo esordio risale al 30 maggio 1999 contro il Perù in una partita amichevole giocata in Giappone.
Ha rappresentato la nazione belga al campionato d'Europa 2000, giocato in casa e nei Paesi Bassi, e al campionato del mondo 2002, totalizzando 7 presenze e aiutando la nazionale a raggiungere gli ottavi di finale in quest'ultima competizione. Ha segnato i suoi unici due gol con il Belgio il 28 febbraio 2001 nella storica vittoria per 10-1 contro San Marino ottenuta a Bruxelles durante le qualificazioni al campionato del mondo 2002.

## Palmarès

### Giocatore

#### Competizioni nazionali
- Supercoppa del Belgio: 2

Anderlecht: 2000, 2001
- Campionato belga: 3

Anderlecht: 2000-2001, 2003-2004, 2005-2006